# Charles Marion Russell
Charles Marion Russell (19 de marzo de 1864 – 24 de octubre de 1926), también conocido como C. M. Russell, Charlie Russell y "Kid" Russell, fue un artista del Viejo Oeste americano. Russell creó más de 2000 pinturas de vaqueros, indios y paisajes, además de esculturas de bronce. Conocido como «el vaquero artista», Russell también fue cuentacuentos y escritor. El Museo C. M. Russell, ubicado en Great Falls, Montana, tiene más de 2000 obras y objetos personales de Russell.
El mural de Russell titulado Lewis and Clark Meeting the Flathead Indians decora el Capitolio del Estado de Montana. Su pintura de 1918, Piegans, se vendió por 5,6 millones de USD en una subasta en 2005.

## Galería

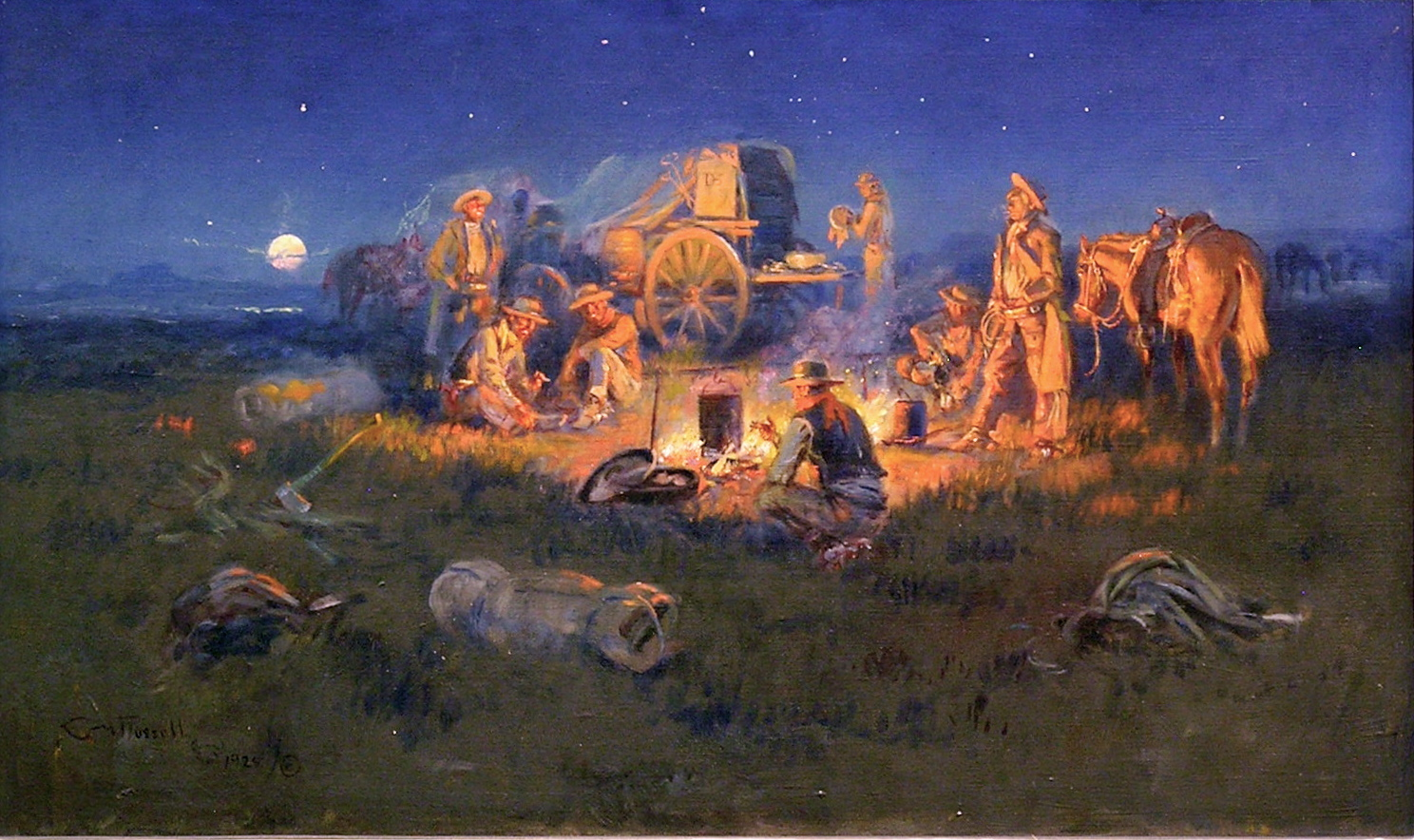
La risa mata la soledad, 1925.
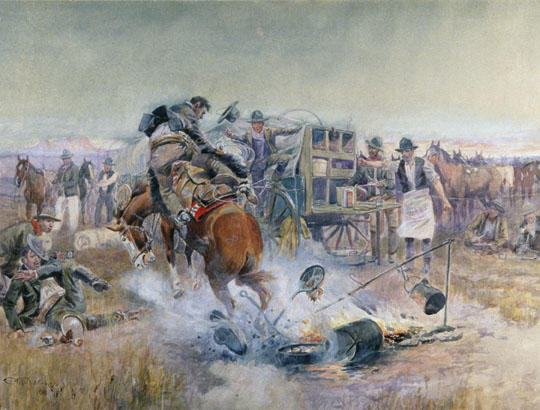
Bronc to Breakfast, 1908.
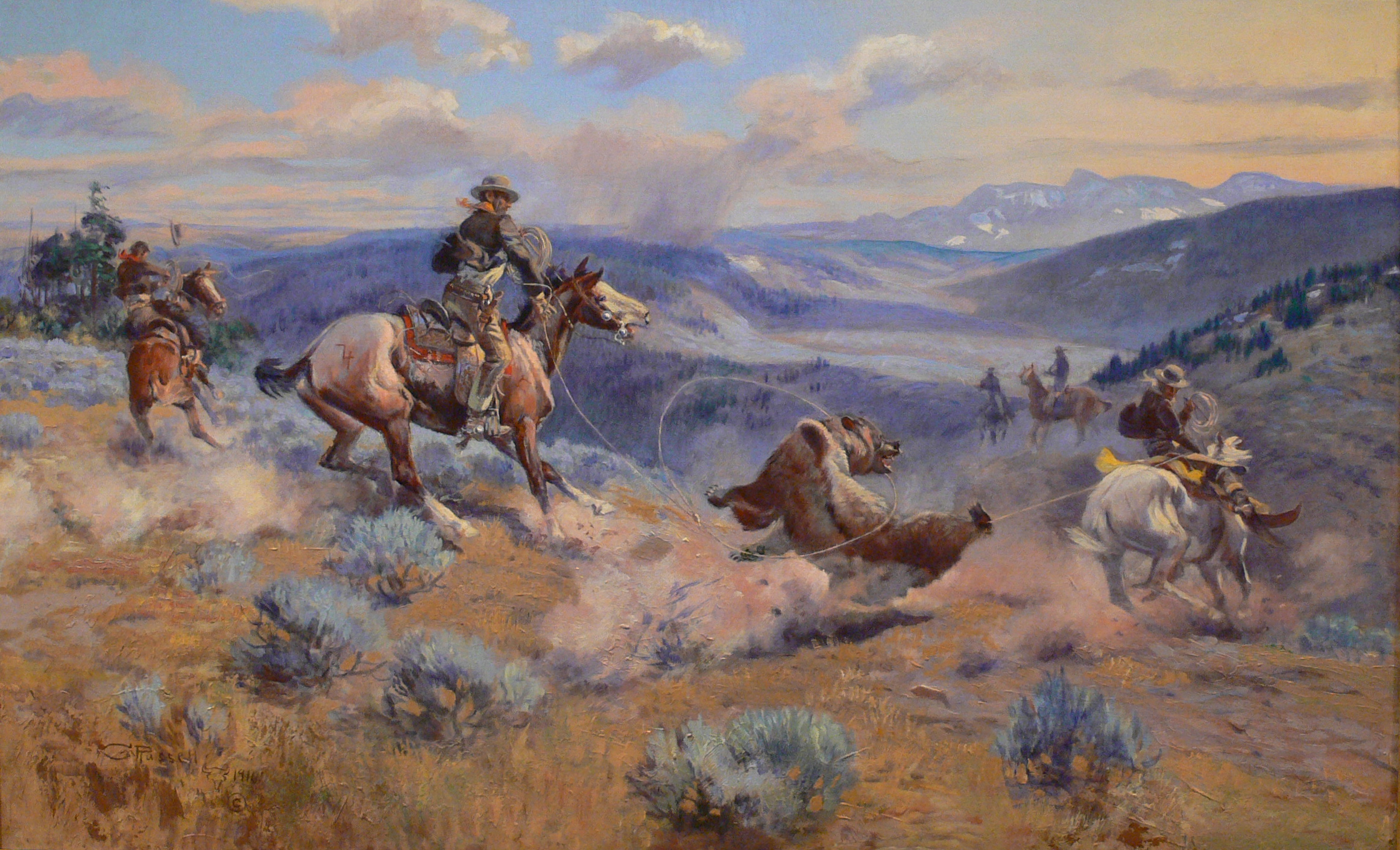
Loops and Swift Horses are Surer than Lead, 1916
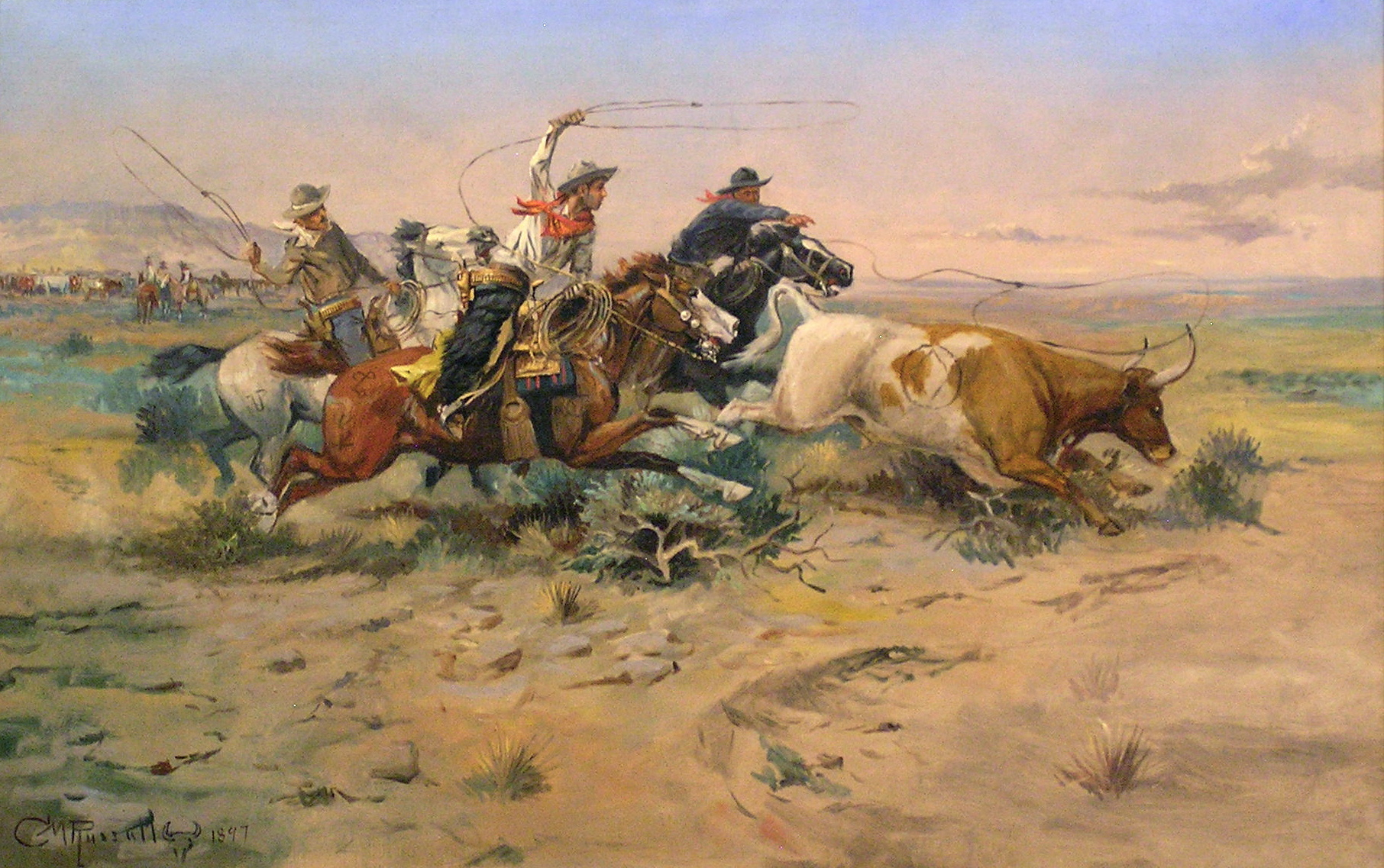
Los cuatreros.
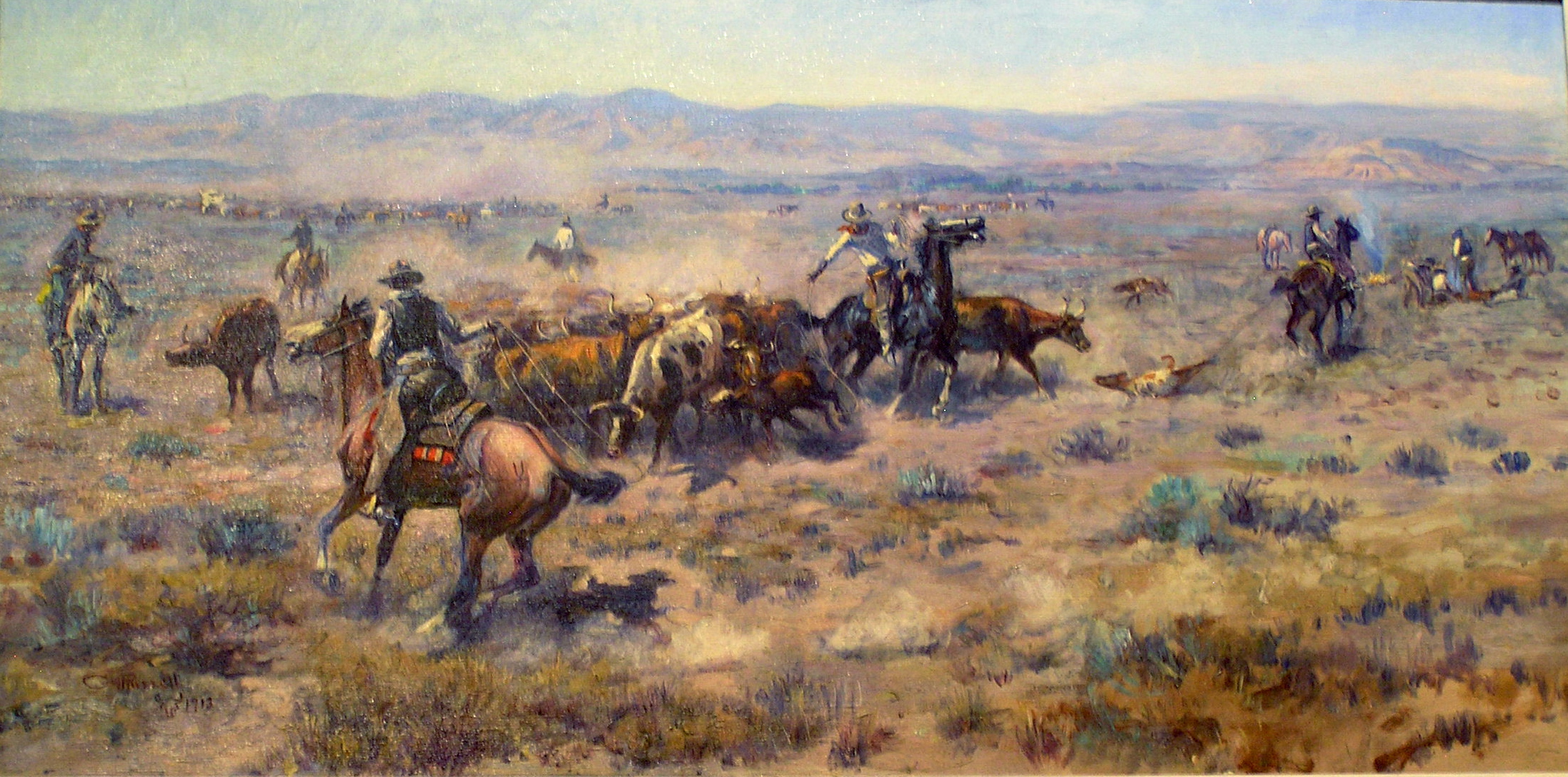
Roundup, 1913
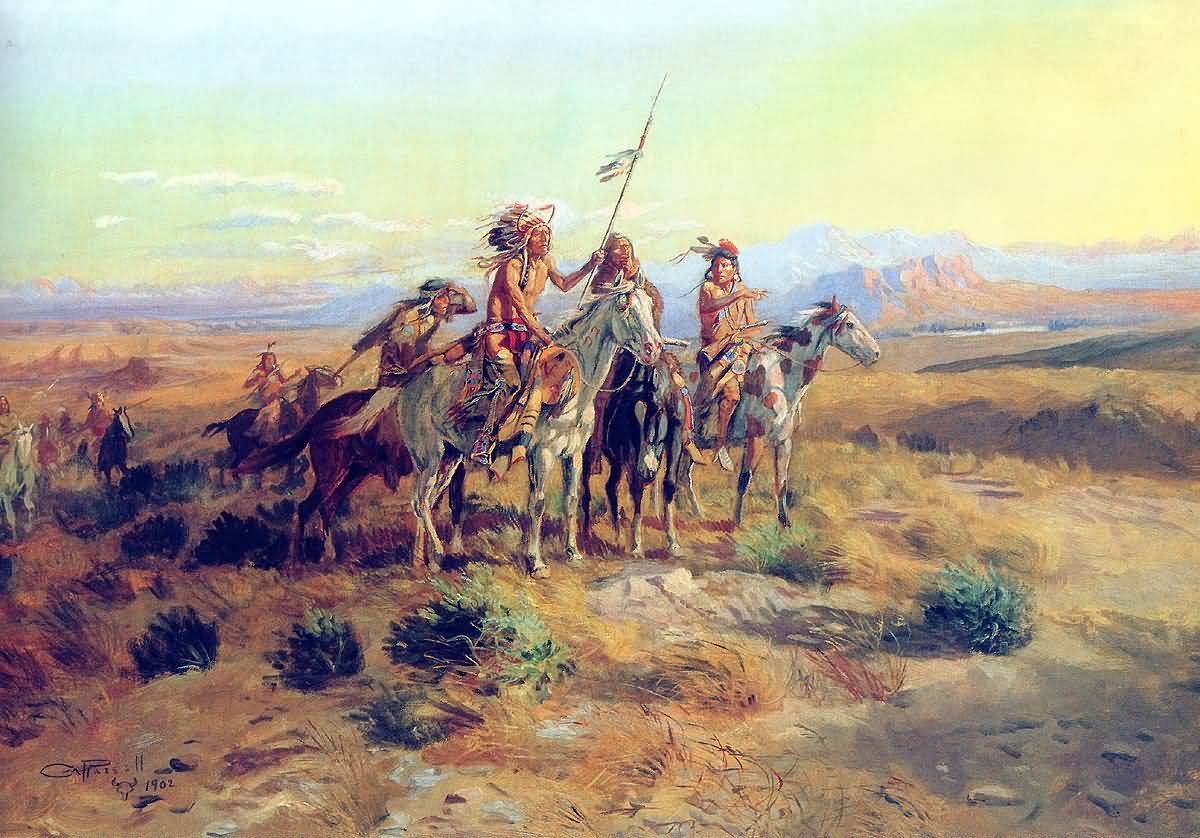
Los exploradores.
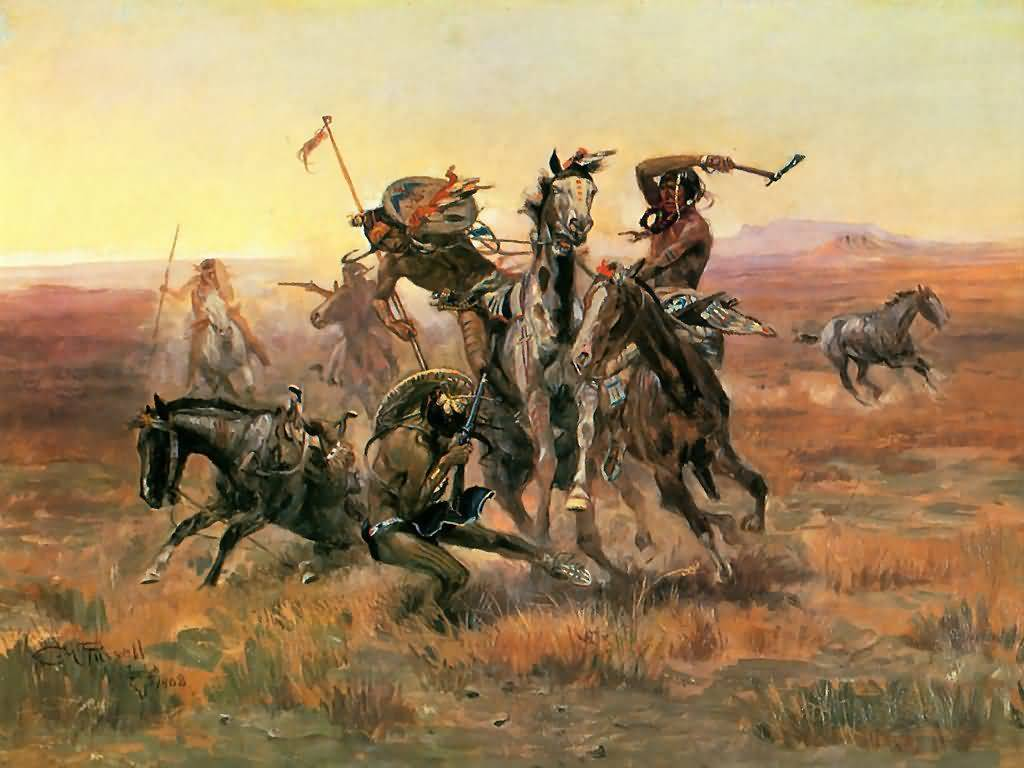
Cuando los Pies negros y los Sioux se encuentran.
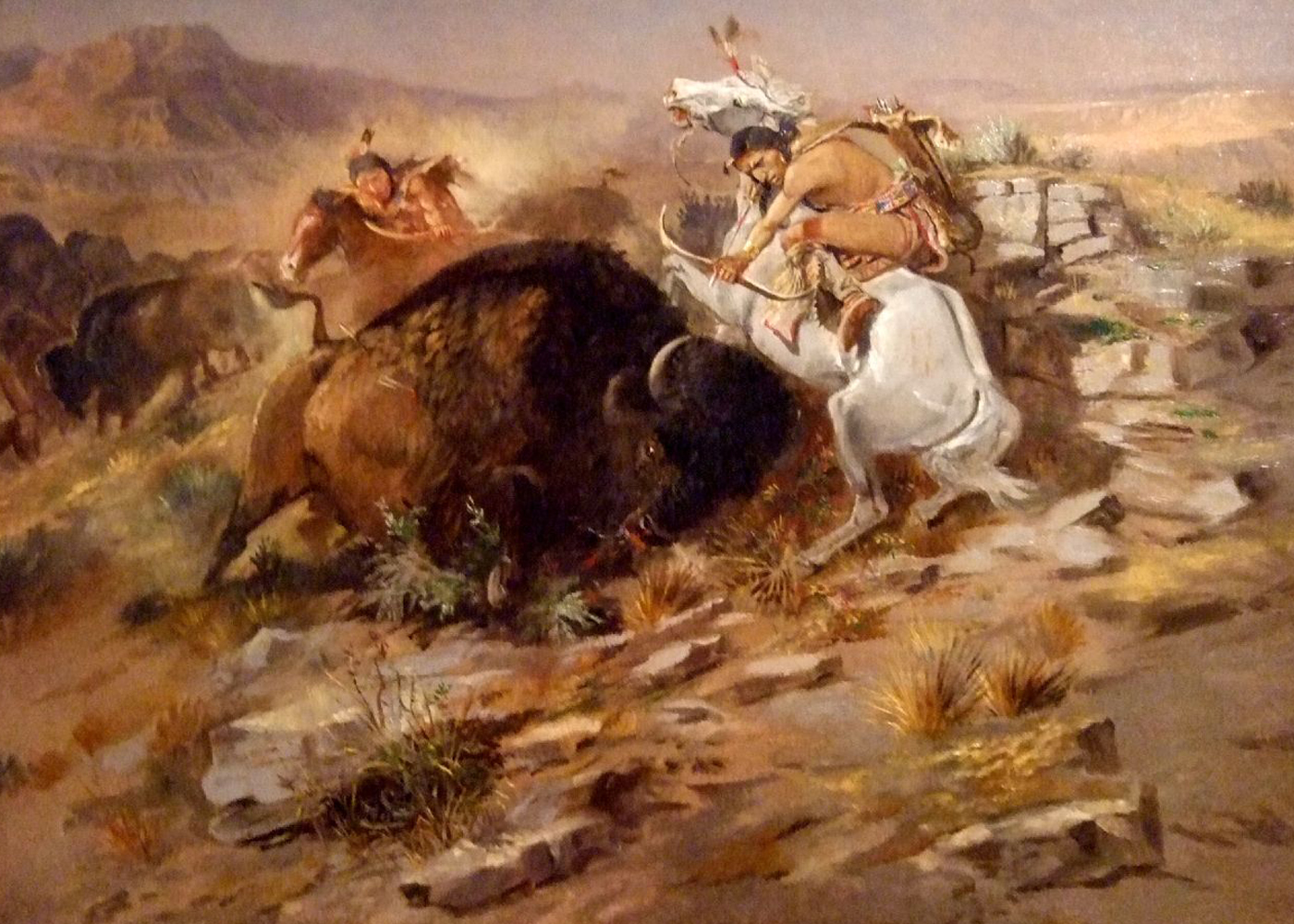
Caza de bisonte.
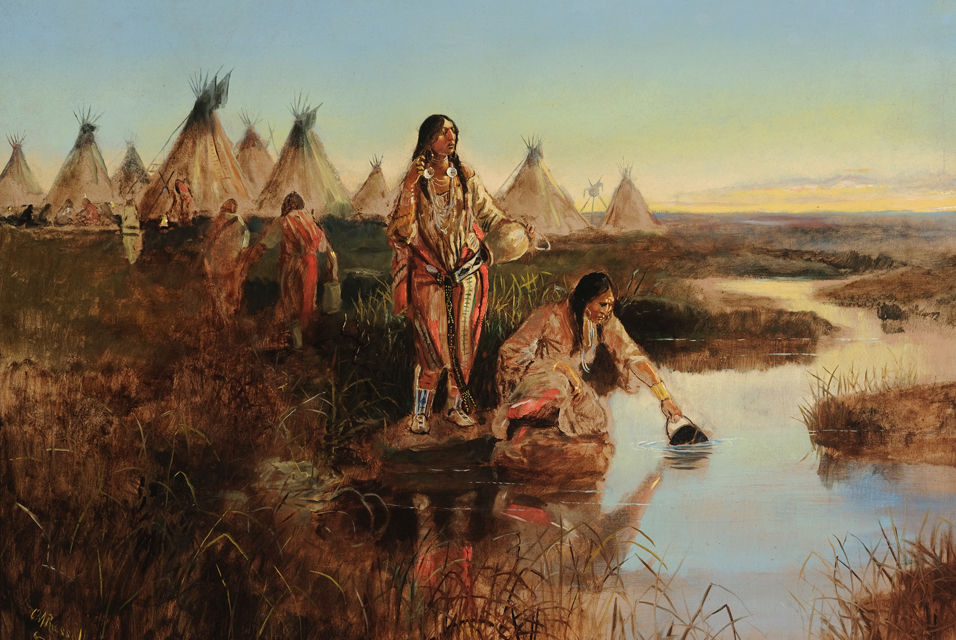
Agua para el campamento.
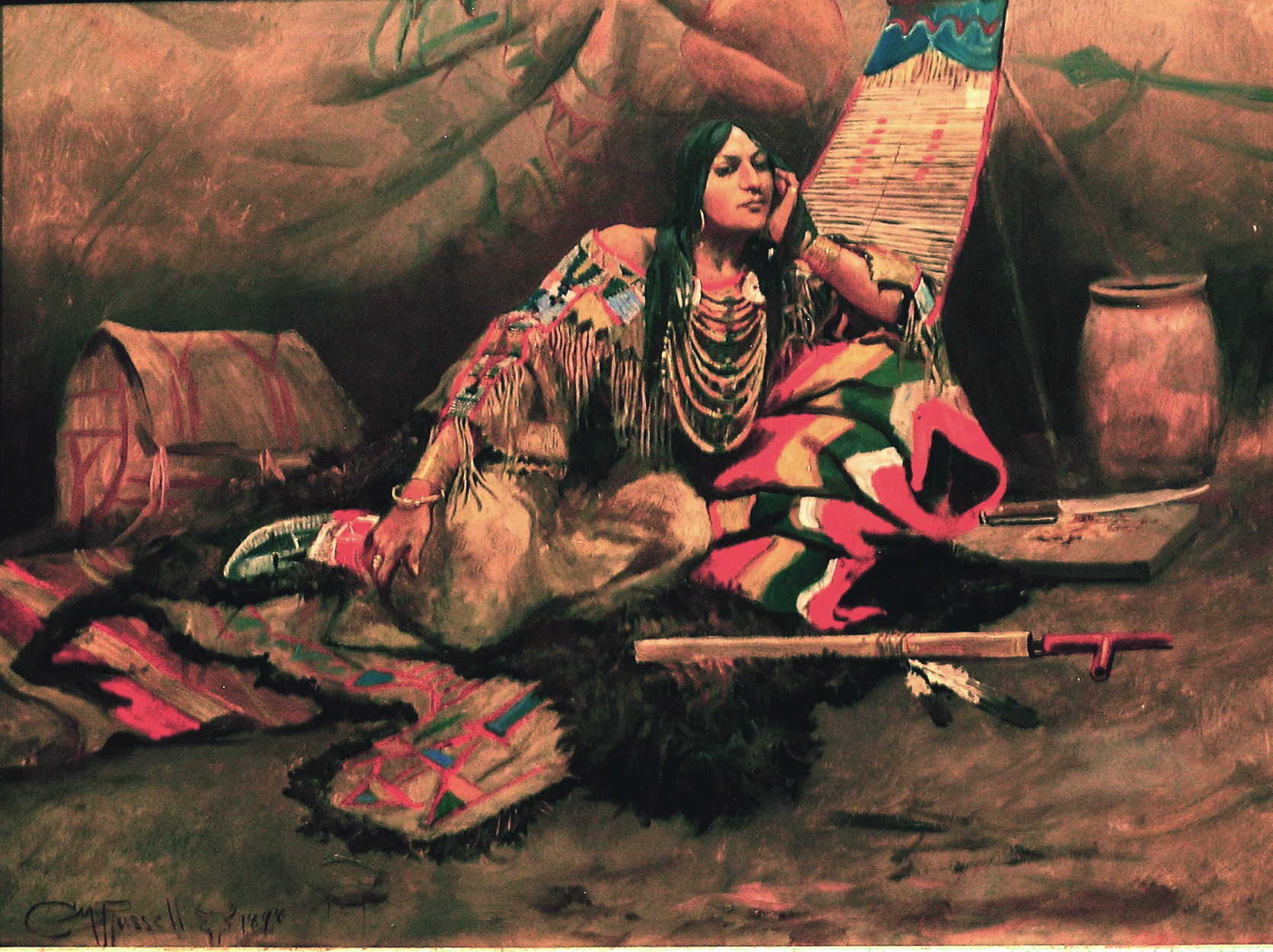
Keeoma
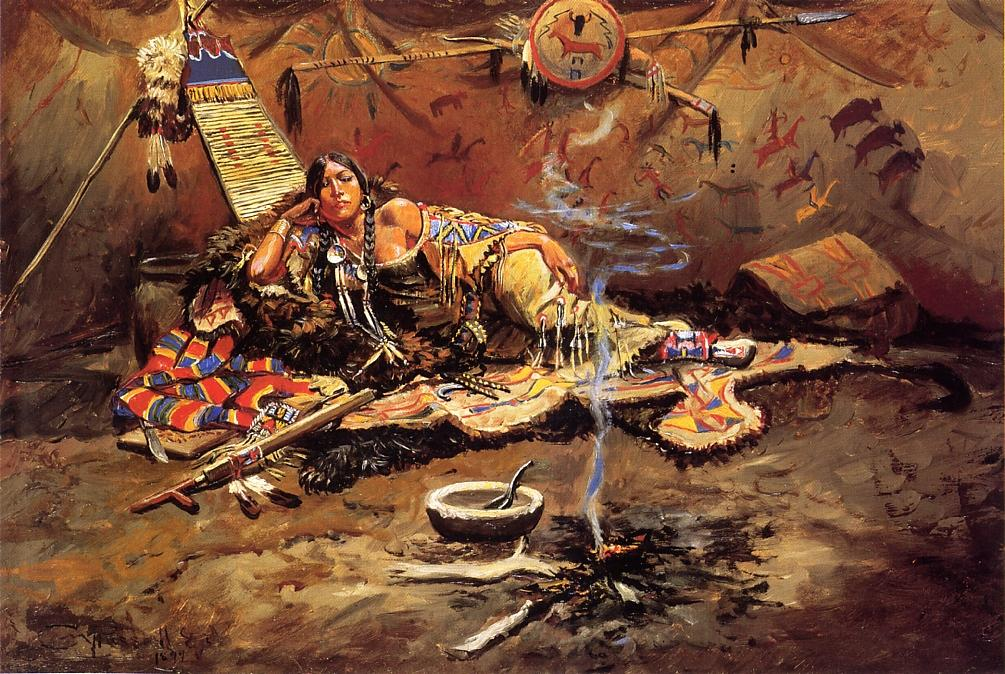
Waiting and Mad
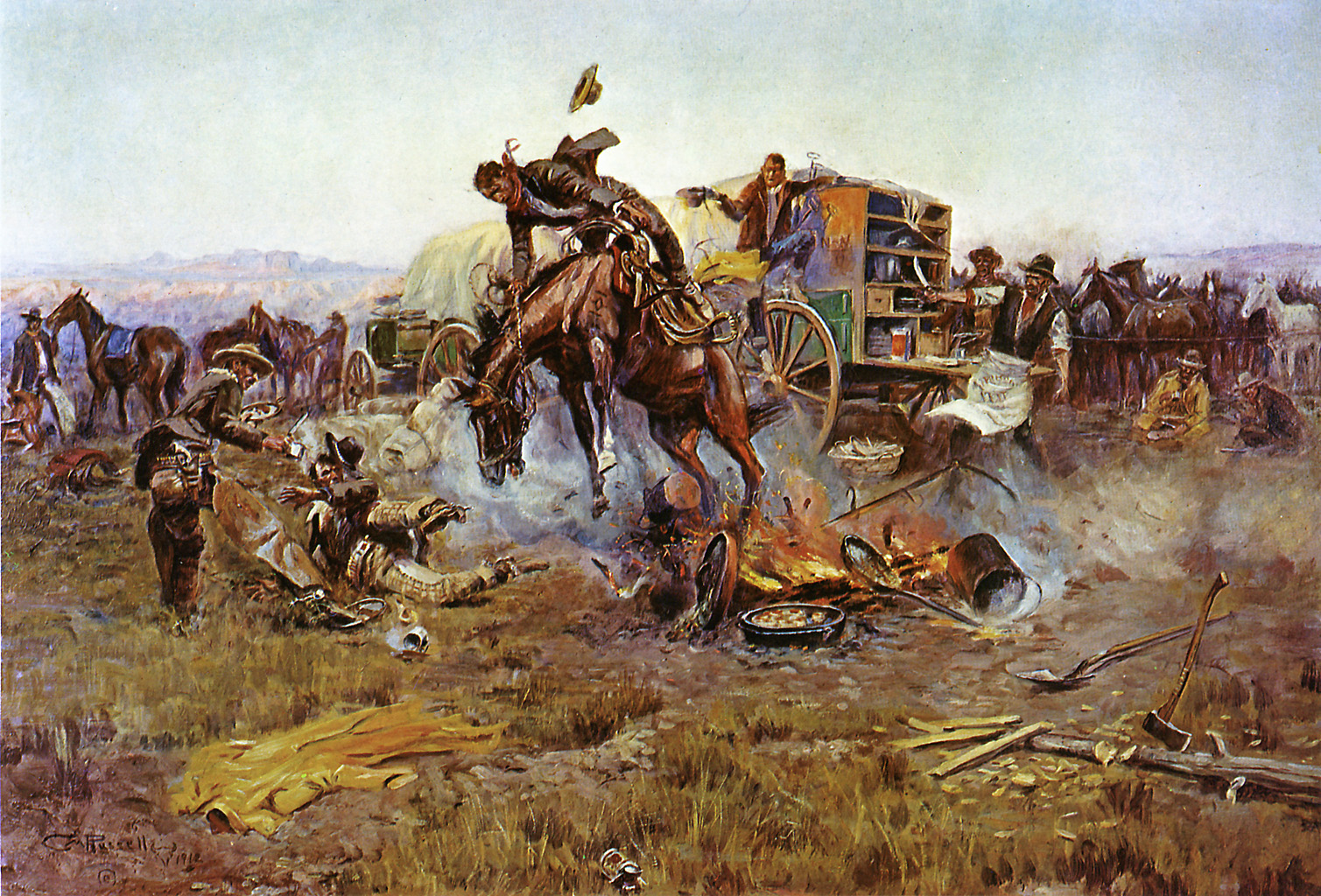
Problemas del cocinero del campamento.
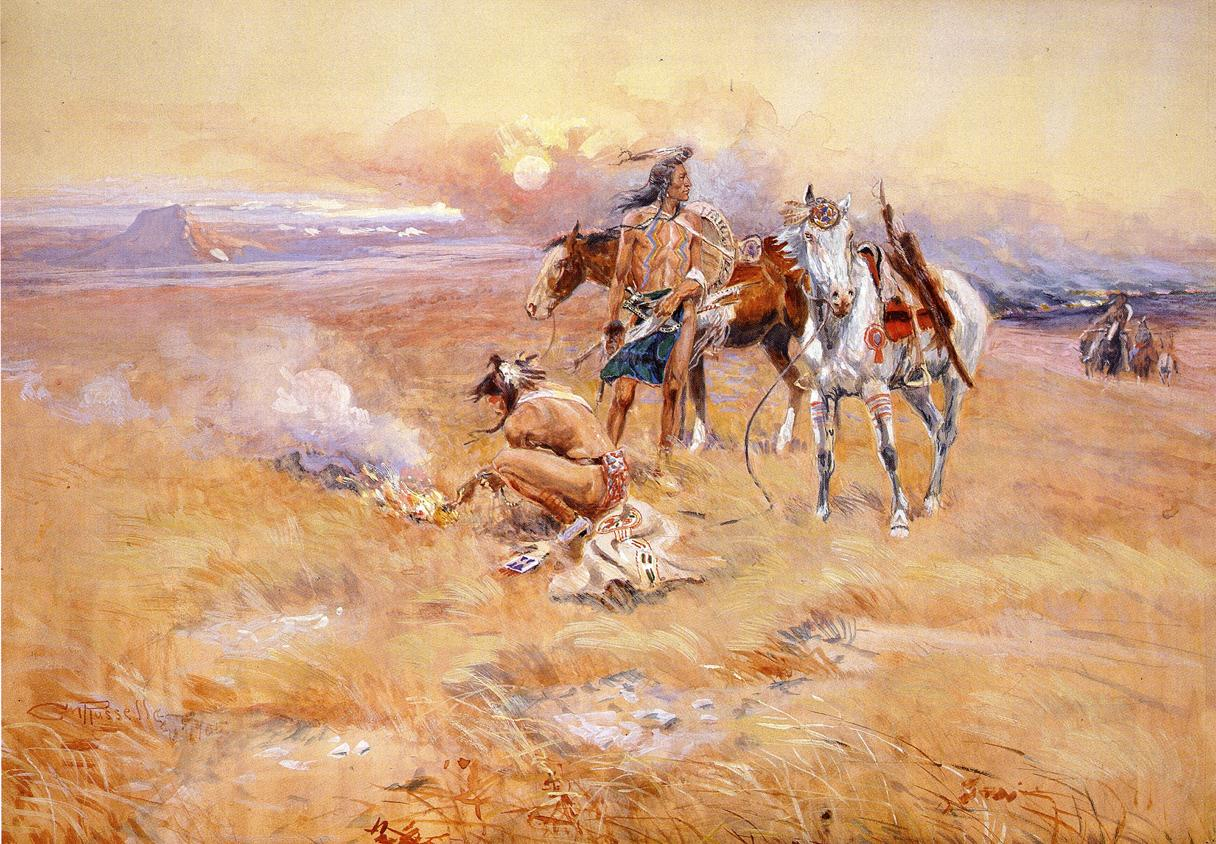
Burning Crow Buffalo Range
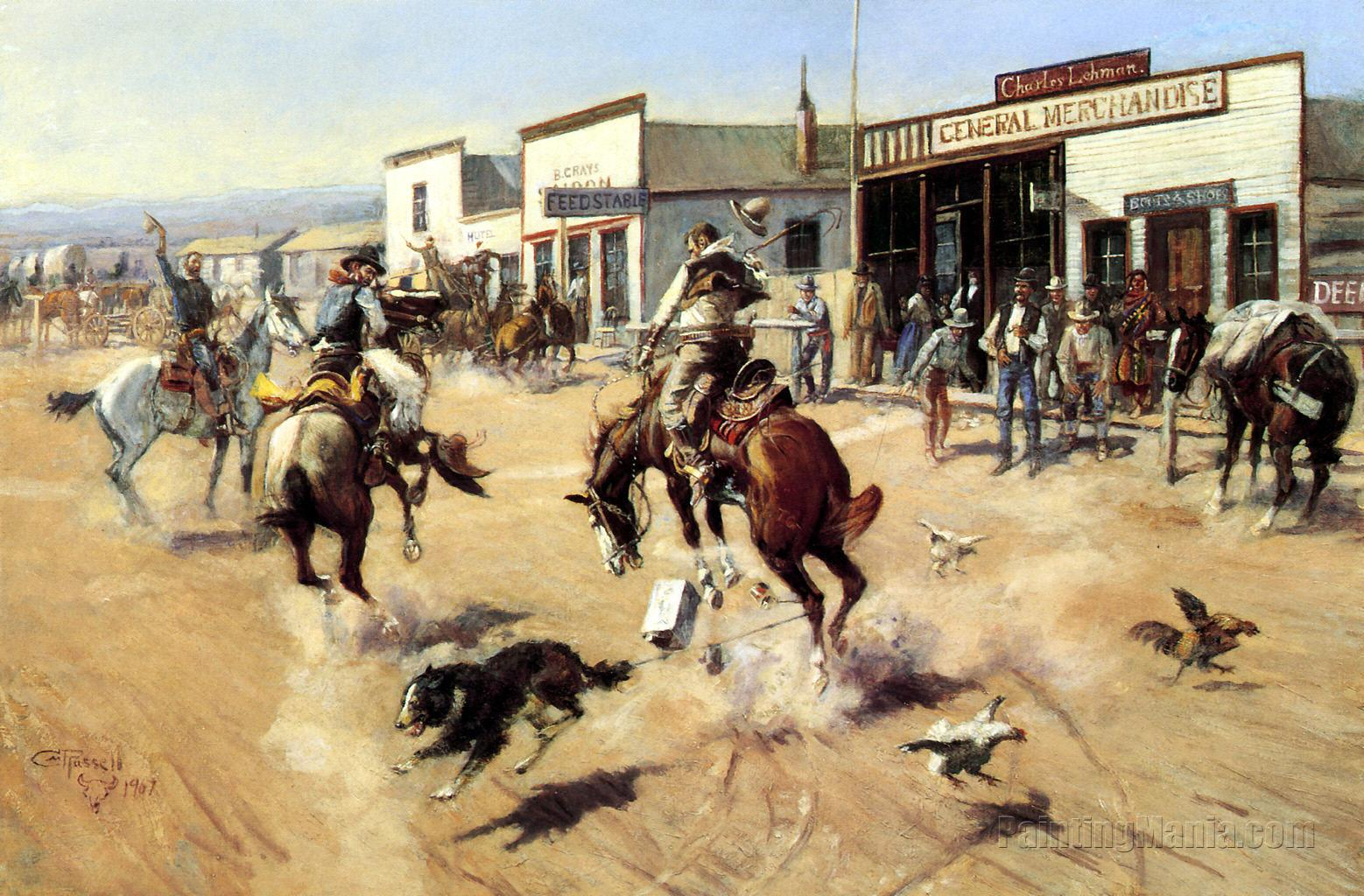
Un día tranquilo en Utica (1907).
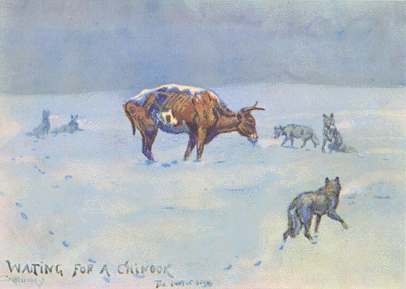
El último de los 5000.
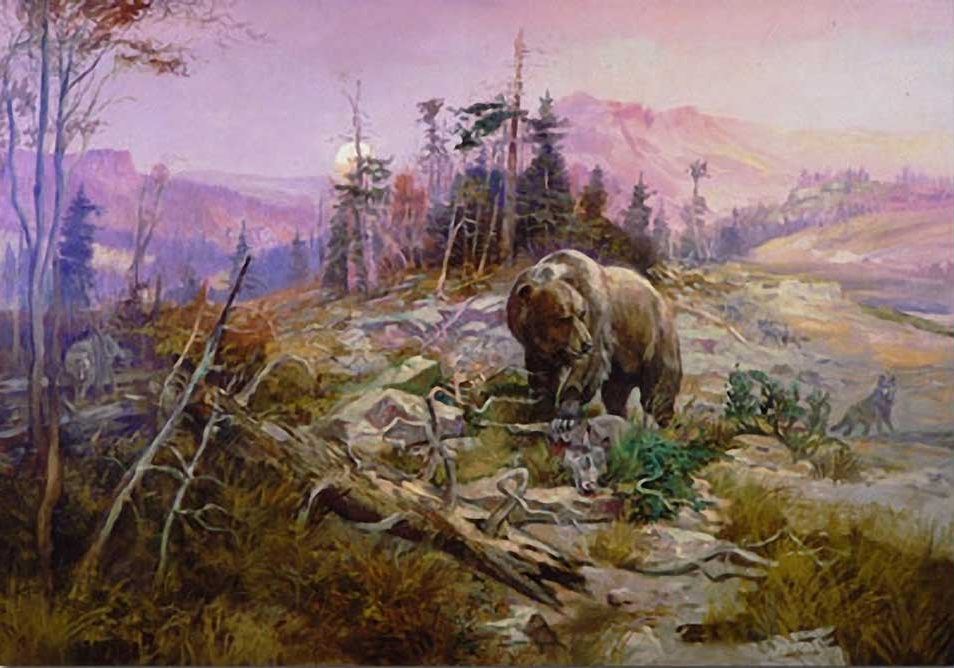
El botín pertenece a los vencedores.
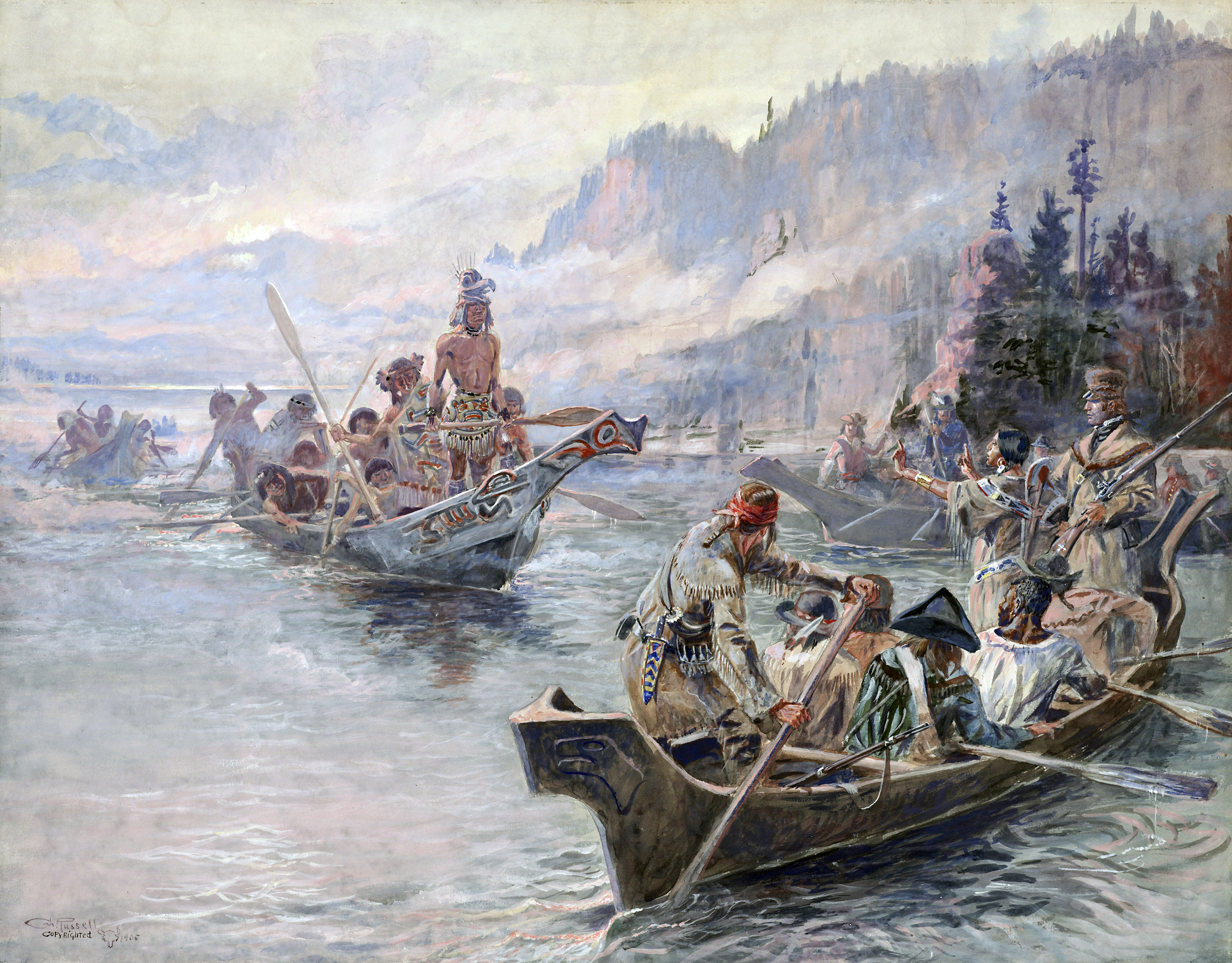
Lewis y Clark en la Baja Columbia.
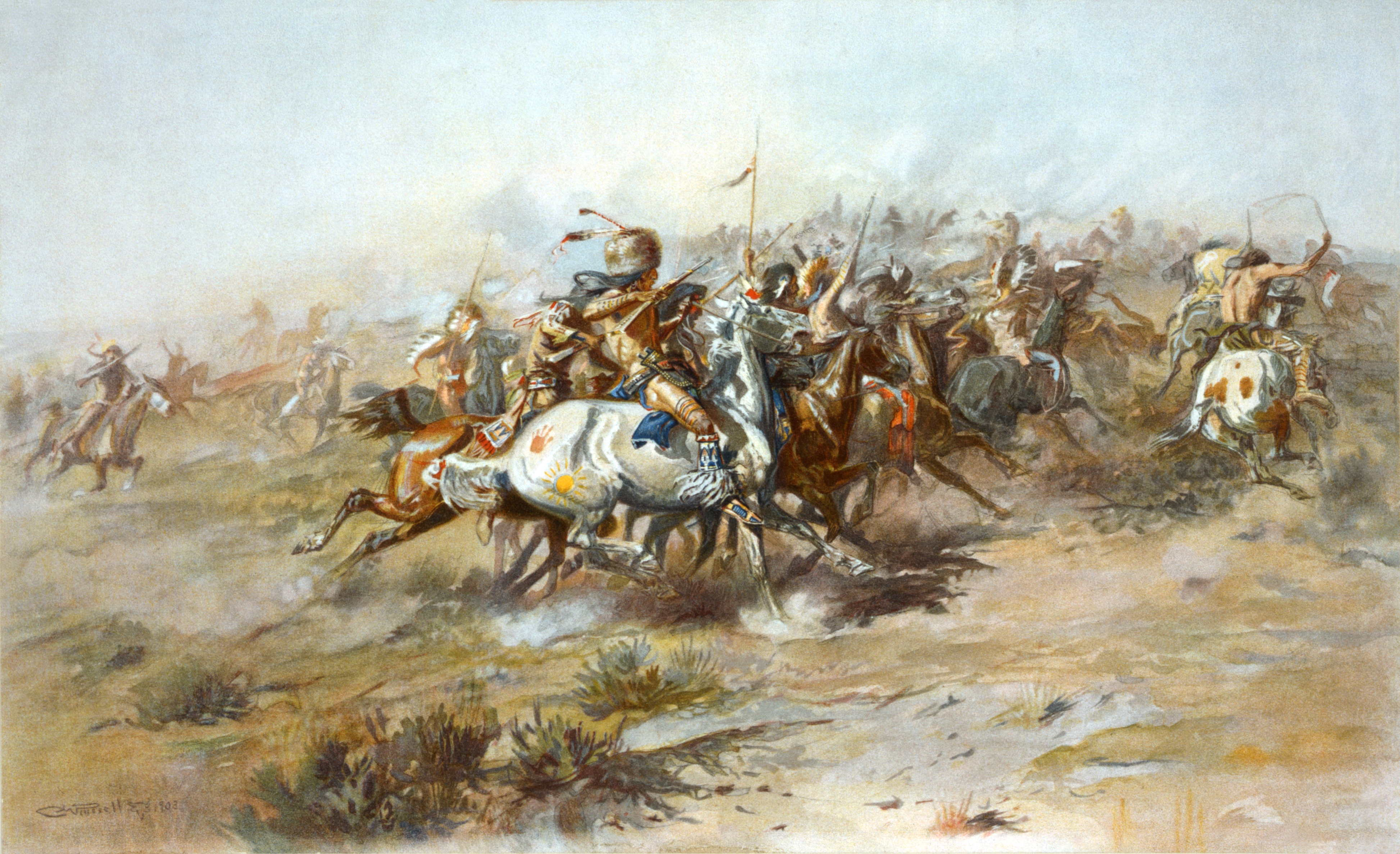
La lucha de Custer (litografía, 1903). Retrato de la batalla de Little Bighorn.
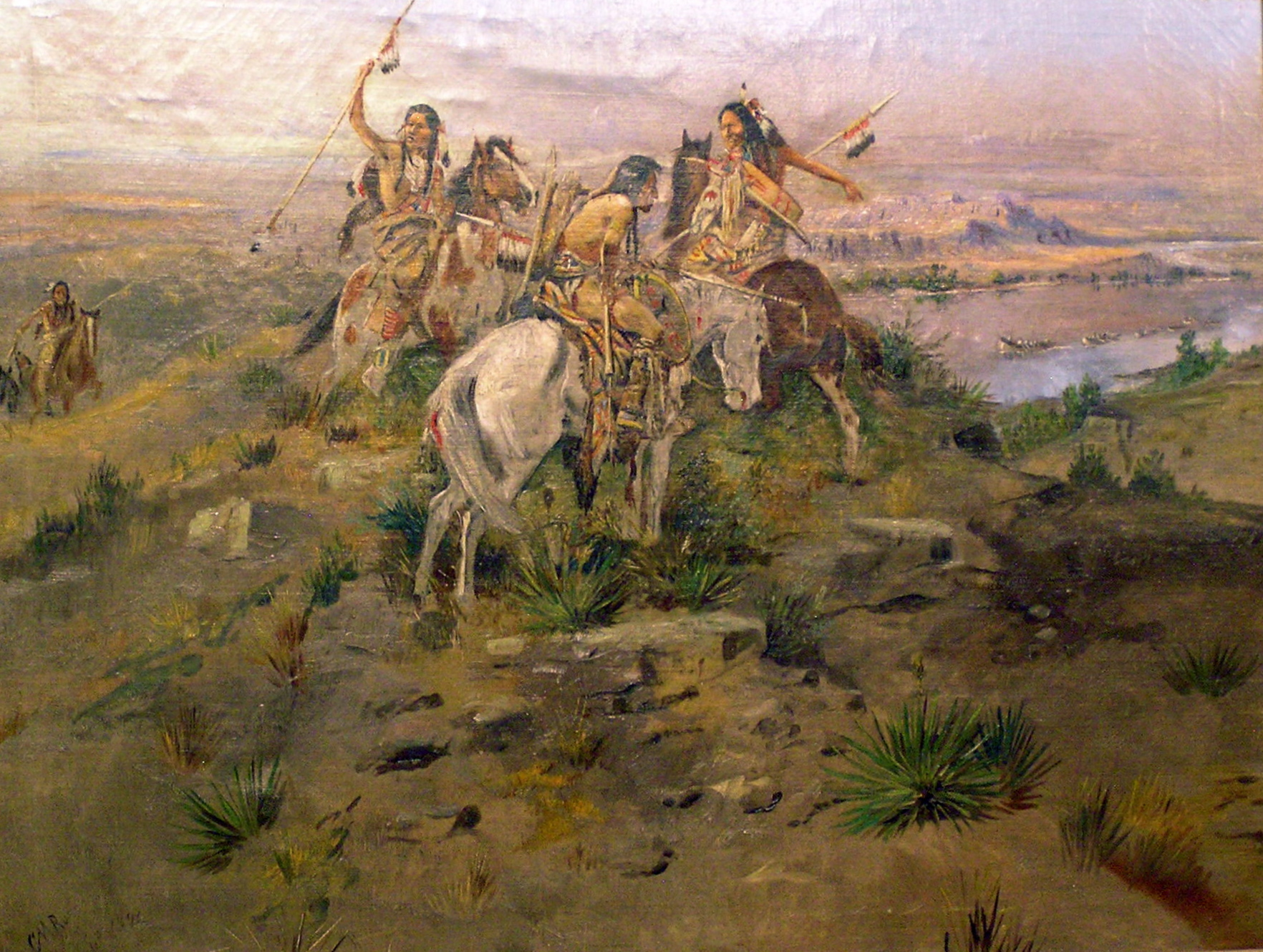
Los indios se reúnen con Lewis y Clark.